# Morelmaison
Morelmaison település Franciaországban, Vosges megyében. Lakosainak száma 192 fő (2022. január 1.). Morelmaison Biécourt, Dommartin-sur-Vraine, Gironcourt-sur-Vraine, Houécourt, Saint-Paul és Viocourt községekkel határos.

## Népesség
A település népességének változása:
| Lakosok száma | 201  | 210  | 215  | 207  | 202  | 197  | 195  | 195  | 192  |
|               | 2013 | 2015 | 2016 | 2017 | 2018 | 2019 | 2020 | 2021 | 2022 |